# 电视
电视（英語：Television, telly）这词语代表三种不同的涵义，如：连续动态的影像和聲音转换为电子訊號，并通过各种渠道传输电子信号后，再將电子訊號还原为影像和聲音的技术，即电视技术；指接收这种电子訊號的设备，即可以接收并还原电子訊號为连续动态的影像和声音的装置，即电视机；一种社会文化现象，特指人群之间、人群与人之间使用电视作为传播载体进行訊息交流、訊息传播，即所謂的廣播过程，诸如电视节目的制作、电视訊號的传输、接收，以及观众对于电视节目内容的评判和反馈等的各个方面。制作电视播出内容的设施称为电视台。
电视被世人公认为是20世纪的重要发明之一，至今仍是十分普遍的訊息傳播工具。隨著科技的進步，電視也在逐漸演化，例如智能電視與网络电视的面世。

## 历史

尼普科夫盘。这幅图展示了圆盘上一个个小孔随圆盘转动所形成的轨迹

電視不是哪一個人的發明創造，而是一大群位於不同歷史時期和國度的人們的共同結晶。早在十九世紀時，人們就開始討論和探索將影像轉變成電子訊號的方法。1900年，“television”一詞就已經出現。

### 机械式电视
电视亦可理解为电子机械式电视（electromechanical television）。我们知道，电视画面的运动是利用了人类视觉的错觉，即可以将一些快速出现的静态的画面“合成”运动的、连续的画面。如何快速地还原这些静态画面，从而使人能够产生错觉，就会有两种方式。其中一种就是机械式的还原方式亦就是尼普科夫盘。俄裔德国科学家保罗·高特列本·尼普科夫早在1884年就提出並申請了世界上第一個機械式電視系統的專利，当时他只有23岁，还在德国读大学。经过研究他发现，如果把影像分成单个像点，就极有可能把人或景物的影像传送到远方。不久，一台叫作“电视望远镜”的仪器问世了。这是一种光电机械扫描圆盘，它看上去笨头笨脑的，但极富独创性。1884年11月6日，尼普科夫把他的这项发明申报给柏林皇家专利局。在他的专利申请书的第一页这样写道：“这里所述的仪器能使处于A地的物体，在任何一个B地被看到。”一年后，专利被批准了。这个专利中的尼普科夫盘据认为也是世界上第一个电视影像光栅。但是，尼普科夫本人从来也没有做出一个模型来证明他的设计。直到1907年，放大管（amplifier tube）技术的进步才证明他的这个系统的可行性。
1897年，德国物理学家卡尔·布劳恩发明了一种带荧光螢幕的阴极射线管。当电子束撞击时，螢幕上会顯示亮光。当时布劳恩的助手曾提出用映像管做电视的显示器，固执的布劳恩却认为这是不可能的。
康斯坦丁·波斯基（Constantin Perskyi）在向1900年巴黎世博会提交的一篇论文中造出了television一词。波斯基的论文评估了机电技术的在当时的状况，并提到了尼普科夫等人的贡献。
1906年，德国物理学家卡尔·布劳恩的两位助手用这种阴极射线管制造了一台画面接收机，进行影像重现。但他们的这种装置重现的是静止画面，应该算是传真系统而不是电视系统。
1907年至1910年，波瑞斯·罗星（Boris Rosing）和他的学生弗拉基米爾·佐利金验证了在发射机中用快速转动的镜面扫描装置和在接收机中使用阴极射线管的电视系统。波瑞斯·罗星在1917年的“十月革命”中离开了人们的视线。而佐利金之后去了美国无线电公司（英語簡稱：RCA）　工作。他在那里建立了纯粹的电子式电视系统。不过，他的这个系统最终被认为是侵犯了费罗·泰勒·法恩斯沃斯（Philo Taylor Farnsworth）的专利}。

### 电子式电视
1911年，工程师艾伦·坎贝尔·斯文顿（Alan Archibald Campbell-Swinton）在伦敦发表演讲，同时在时代杂志中也被报道，描述了如何在发送端和接收端同时使用阴极射线管。在1920年代末，当机械式电视还在普遍使用的时候，发明家费罗·法恩斯沃斯和弗拉基米尔·佐利金分别已经在研究全电子式传输管的工作中。
俄裔美国科学家弗拉基米爾·佐利金，开辟了电子式电视的时代，他早在1912年，就开始研究电子式摄影技术。1919年，弗拉基米爾·佐利金（英語：Vladimir Kosmich Zworykin）移民美国，后在威斯汀豪森电气公司工作。
1923年，苏格兰发明家约翰·洛吉·贝尔德的一个朋友告诉他：“既然马可尼能够远距离发射和接收无线电波，那么发射影像也应该是可能的。”这使他受到很大启发。贝尔德决心要完成用电子訊號傳送影像。他变卖了仅有的一些财产，并收集大量资料，把所有时间都投入到研制电视上，完成了电视机的设计工作。贝尔德成功用电子訊號在螢幕上显示影像。
俄裔美国科学家弗拉基米爾·佐利金同时也在实验阴极射线管来产生和显示影像。1923年在西屋电气公司工作期间，他研制了电子攝像管。但是在1925年的展示过程中，影像模糊不清，对比度很低，解析度差，而且影像是静止的。这种映像管没有走过实验阶段，但是美國無線電公司（获取了西屋电气公司专利权）相信法恩斯沃斯1927年影像分割器（Image Dissector）的专利条件过于宽泛，会排挤其他形式的电子成像技术。所以，RCA在获取了1923年弗拉基米爾·佐利金的专利应用之后，对法恩斯沃斯提出了「专利牴触」诉讼。美国专利办公室的检察官否决了1935年的决议，裁定法恩斯沃斯的发明优先于弗拉基米爾·佐利金（Vladimir Zworykin)。在1939年十月，RCA再次敗訴，但是他们还是希望能更进一步的生产商用电视机设备，RCA同意支付法恩斯沃斯一百万美元（在2006年等同于一千三百八十万美元）之外，在之后的10年期间内，使用法恩斯沃斯的专利，需要支付额外授权费用。1929年弗拉基米爾·佐利金又推出一个经过改进的模型，结果仍然不理想。RCA最终投资了5千万美元，1931年弗拉基米爾·佐利金终于制造出了摄影機攝像管。同年，进行一个完整的光电摄映像管系统的实地试验。在这次实验中，一个由240条扫描线组成的影像传送给4英里以外的一台电视机（使用镜子把9英寸显像管的图像反射到电视机前），成功使电视摄影与映像方式电子化。
第一个半机械式模拟电视系统在1925年10月2日被苏格兰人约翰·洛吉·贝尔德在伦敦的一次实验中“扫描”出木偶的影像看作是电视诞生的标志，他被称做“电视之父”。后来，他的这个系统被英国广播公司所採用。后來在1937年，英国广播公司终止使用这种技术。因为在那时电子式电视系统更受欢迎。
决定性的解决方案—电视基本原理基于在整个扫描周期内持续释放的电子流堆积和次要电子的储存原理上—由匈牙利发明家卡爾曼·蒂哈尼首次发现于1926年，1928年完善了该技术。

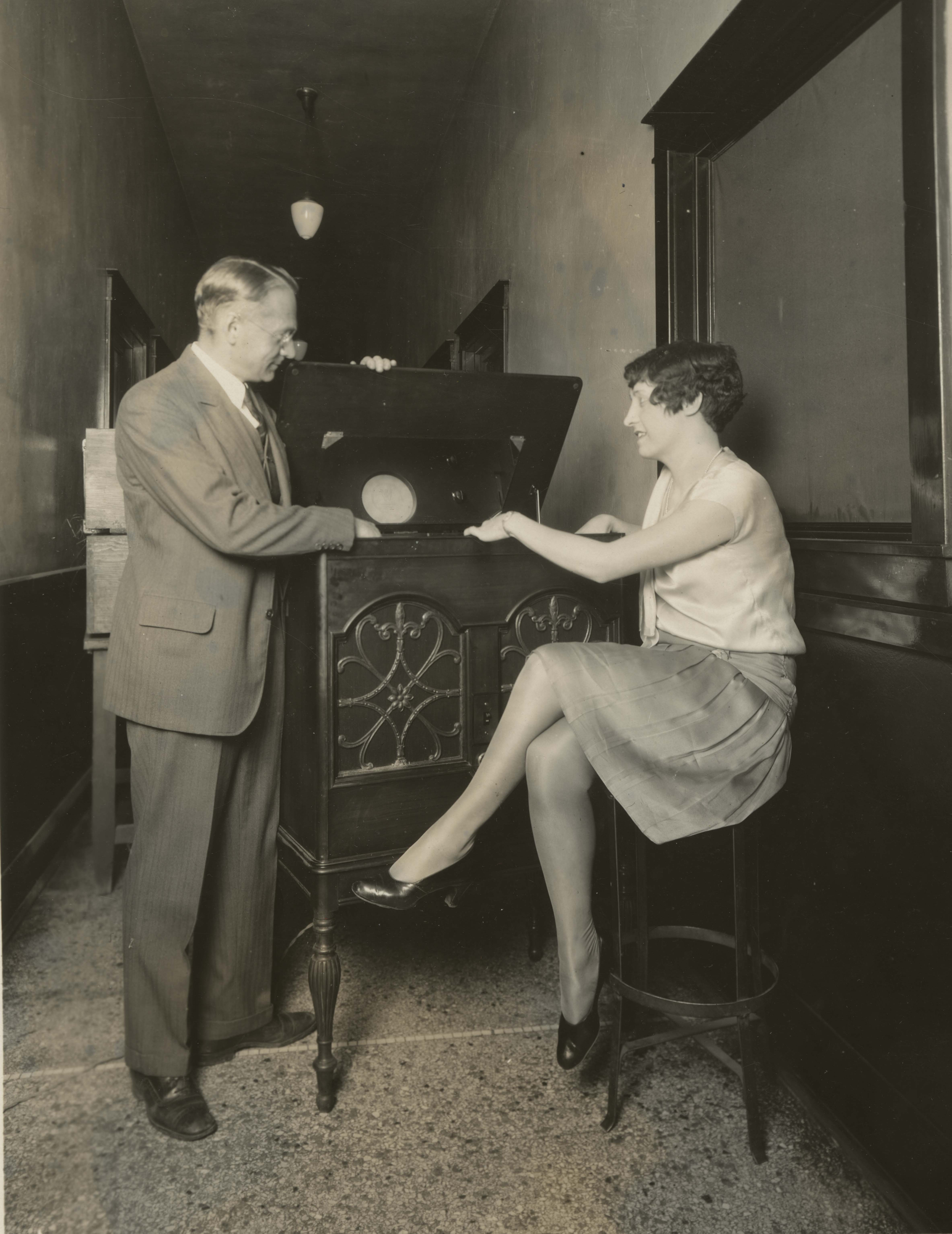
佐利金和電子式電視原型機（1929）

在1927年12月7日，費羅·法恩斯沃斯（Philo Farnsworth）在他的圣弗朗西斯科格林大街202号的实验室里，首次使用影像分割器（Image Dissector）摄影管传送了第一个影像：一条简单的直线。1928年，法恩斯沃斯研制一套完整的系统给媒体进行演示，由电视传送一个动画影片。1929年，这个系统進一步被优化，去掉电动发电机，现在他的电视系统没有任何运动部件。同年，法恩斯沃斯使用他的电视系统传送首个直播人类影像：一个3.5英寸他妻子Pem闭眼的动态影像（也许当时光线太亮的原因）。
1928年，“第五届德国广播博览会”在柏林开幕。博览会中电视第一次作为公开产品展出。有线的机械电视传播訊号的距离和范围非常有限，影像也相当粗糙，无法显示精细的画面。因为只有几分之一的光线能透过尼普科夫盘的孔洞，为得到理想的光线，就必须增大孔洞，但画面将十分粗糙。要提高影像的解析度，必须增加孔洞数目，但是，孔洞变小，能透过来的光线便会减少，影像便会模糊不清。机械式电视的这一缺陷导致这种技术被淘汰。
1929年，英国广播公司允许贝尔德公司开展公共电视广播业务，1937年，英国广播公司停用这种技术。30年代以后，贝尔德又转向了彩色电视的研究。经过不断地改进设备提高技术，贝尔德研制的电视效果越来越好，引起了极大的轰动。后来成立了“贝尔德电视发展公司”。随着技术和设备的不断改进，贝尔德电视的传送距离有了较大的改进。
1933年俄裔美国科学家弗拉基米爾·佐利金又研制成功可供电视映像用的摄像管和映像管。完成了使电视放映与显像完全电子化的过程，至此，现代电视系统基本成型。今天电视摄影机和电视接收的成像原理与器具，就是根据他的发明改进而来。
1934年8月25日法恩斯沃斯在宾夕法尼亚州费城的富兰克林学会首次给全世界演示一套完整的全电子式电视系统。其他发明家之前只是展示了类似系统的部分功能，或者演示使用静态影像或者动态影片的电子系统。但是法恩斯沃斯是第一个把电子扫描式电视摄像机和电子扫描式电视接收机整合在一起，提供直播、动态、黑白图像的系统。不幸的是，他的摄像机需要很强的照明光线，所以他的工作被迫中断。
在英国，艾萨克·舒伯特（Isaac Shoenberg）使用弗拉基米爾·佐利金的想法开发了自己的马可尼-电磁干扰（Marconi-EMI）电子摄像管，这个设计构成了为BBC制造的摄像机的核心部件。使用这种摄像管，在1936年11月2日，一条405线的服务被架设在亚历山德拉宫的摄影棚内，由安装在维多利亚大厦顶上特殊制造的桅杆形天线进行广播。它暂时替隔壁的贝尔德机械式电视系统进行播出，但是它更可靠，也具备最佳解析度。而桅杆形的天线一直沿用至今。这台完全用电子式电视系统播放的节目，给人们留下了深刻的印象。同年德国柏林举行的奥林匹克运动会的报道，共使用了3台摄像机拍摄比赛情况。佐利金發明的全電子式攝像機，但這台機器體積龐大，它的一個1.6米焦距的鏡頭就重45公斤，長2.2米，被戲稱為電視大炮。这4台摄像机的影像訊号通过电缆传送到帝国邮政中心，图像信号在那里经过混合后，通过电视塔被发射出去。柏林奥运会期间，每天用电视播出长达8小时的比赛实况，共有16万多人通过电视观看了奥运会。
1939年，英国大约有2万个家庭拥有电视机，美国无线电公司的电视也在纽约世博览会上首次露面，开始第一次固定的电视节目演播。二战的爆发使得刚发展起来的电视的发展停滞了10年。战争结束后，电视工业又蓬勃发展起来，电视也迅速流行起来。1946年，英国广播公司恢复了固定电视节目，美国政府也解除了禁止制造新电视的禁令；电视工业便飞速发展起来。在美国，从1949年到1951年，不仅电视节目已在全国普遍播出，电视机的数目从1百万台升至1千多万台，成立了许多家电视台。幽默剧、轻歌舞、卡通片、娱乐节目和好莱坞电影常在电视中播出。

### 錄影和彩色電視
1941年彩色電視首次成功廣播，1954年美國首度正式廣播，在七十年代起開始取代黑白電視。
德国科学家卡罗鲁斯也為电视研制做出成就。1942年，卡罗鲁斯小组（包括两名科学家，一名机械师和一名木工），造出一台设备。这台设备用两个直径为1米的尼普科夫盘作为发射和接收訊号的两端，每个圆盘上有48个1.5毫米的小孔，能够扫描48行，用一个同步马达把两个圆盘连接起来，每秒钟同步转动10幅画面，图像投射到另一台接收机上。他们称这台机器为大电视。这台大电视的效果比贝尔德的电视要清晰许多。但从未进行过公开展示，因而他们的发明鲜为人知。
1954年，日本馬自達研究所（日語：マツダ研究所，Mazda Research Laboratory）澤崎憲一（日语：／ Sawazaki Kenichi）博士發明螺旋掃描式磁頭，隨後用於磁帶式錄影機
1956年，金斯伯格和安德逊设计的Modoll VRllo錄影機的问世，使电视技术前进了一大步。因最初制作电视节目一般采用两种方式。一种是用电视胶片把节目拍摄下来，冲洗，再通过电子扫描播出。采用这种方法的一个最大的缺陷，是无法进行电视节目的实况转播。另外一种是用摄影機直接把訊号传播出去。这虽然满足了那些希望目睹现场情景的观众的需要，但是它不能重放。录影机的出现改变了这种状况。
1956年，美國Ampex公司推出 VRX-1000 商用錄影機，被電視行業採用，採用四磁頭錄影系統，以90度間隔安裝四個旋轉磁頭，每個磁頭各讀取寫入四分之一的圖像電信號在2英吋寬的磁帶，磁帶儲存來自四個磁頭匯聚電信號，存在因磁頭不同產生視頻圖像失真且接縫明顯的缺點。後來採用澤崎健一研發的螺旋掃描式磁頭，可以用一個磁頭在磁帶磁軌上無縫記錄影像。
1959年，日本東芝採用螺旋掃描式磁頭技術加上美國Ampex四磁頭錄影系統專利，推出商用磁帶錄影機，此時電視行業商用錄影機已統一技術規格，錄影帶可以互換播放。
1972年，日本索尼公司推出U-Matic錄影帶系統規格錄影機，採用3／4英寸盒式磁带，根本上改变电视节目的制作方法，是世界上第一个专业彩色录影放映系统使用的盒式磁带。。

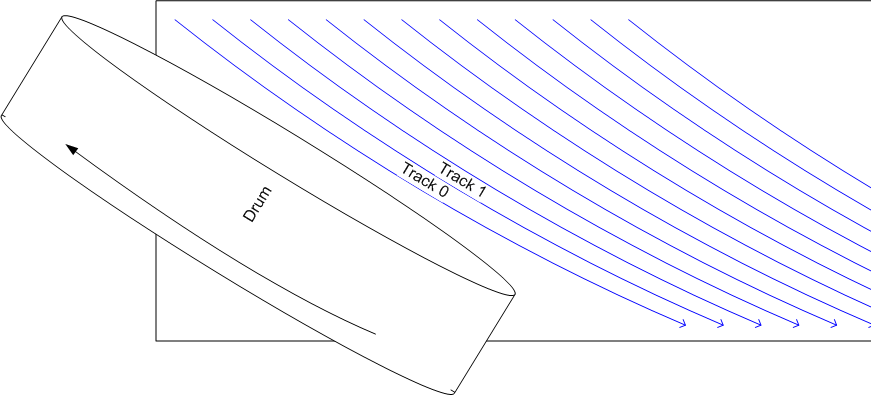
Helical tape drive

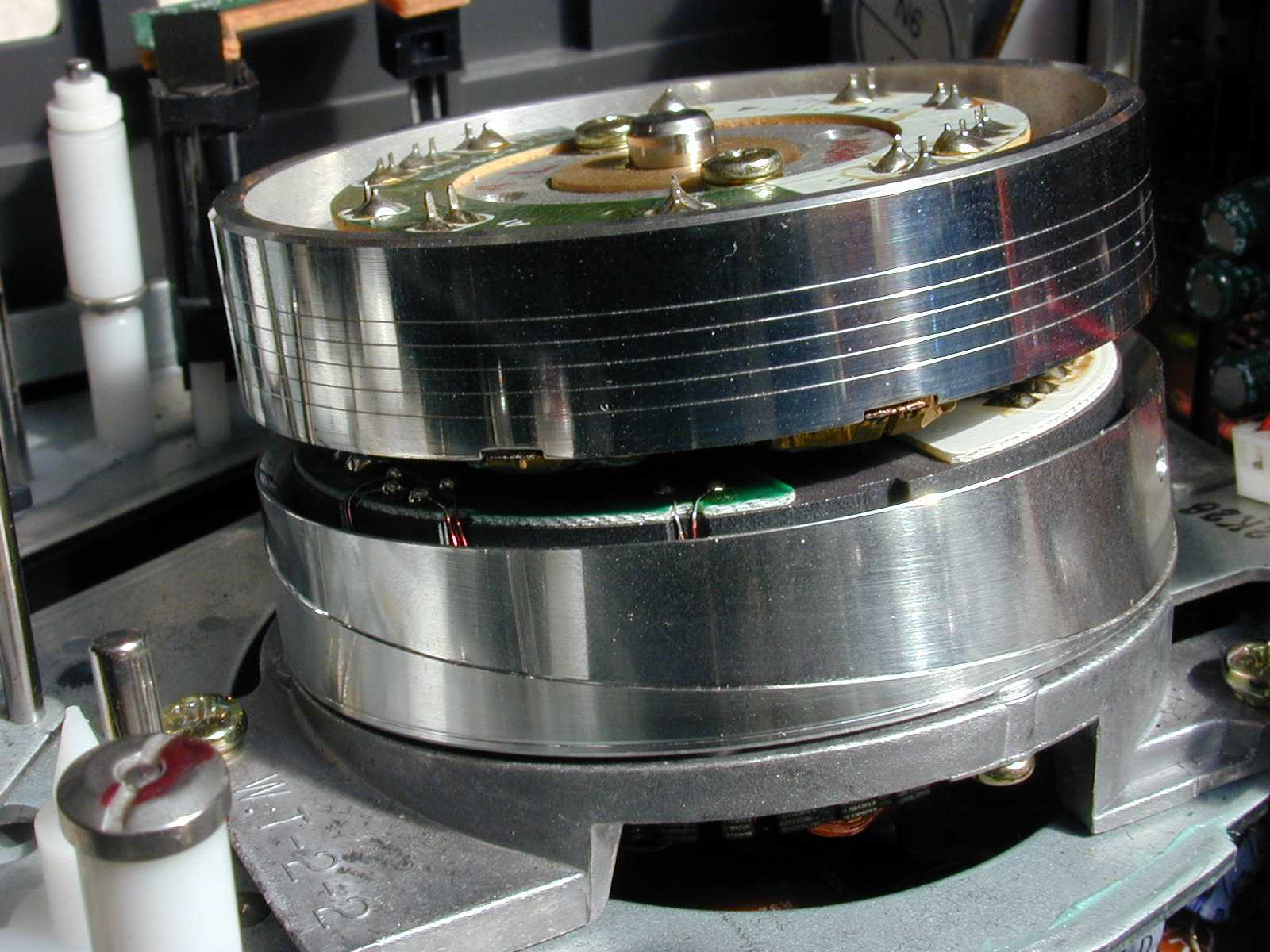
VHS系統 磁鼓磁頭

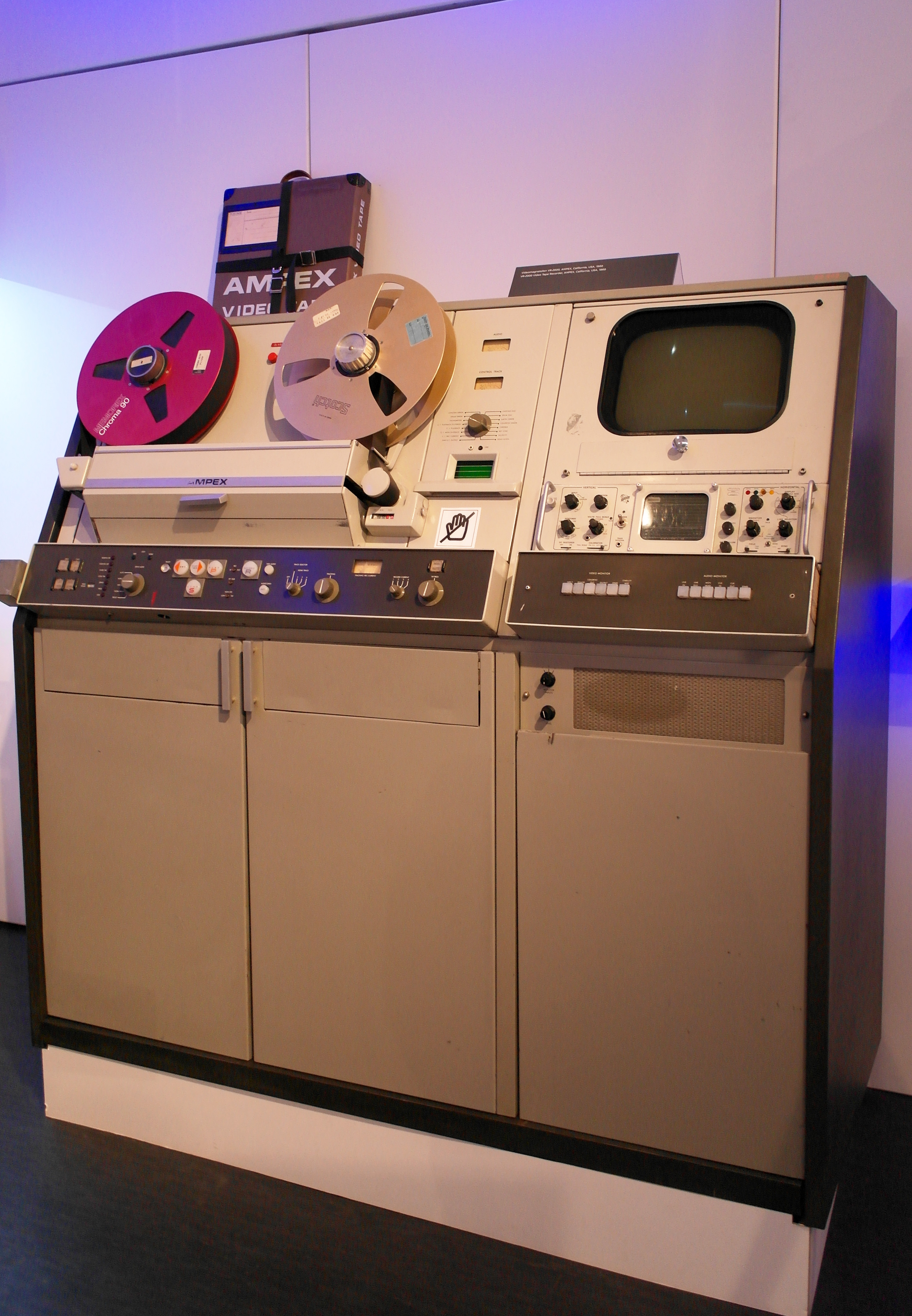
Ampex VR-2000 20131126

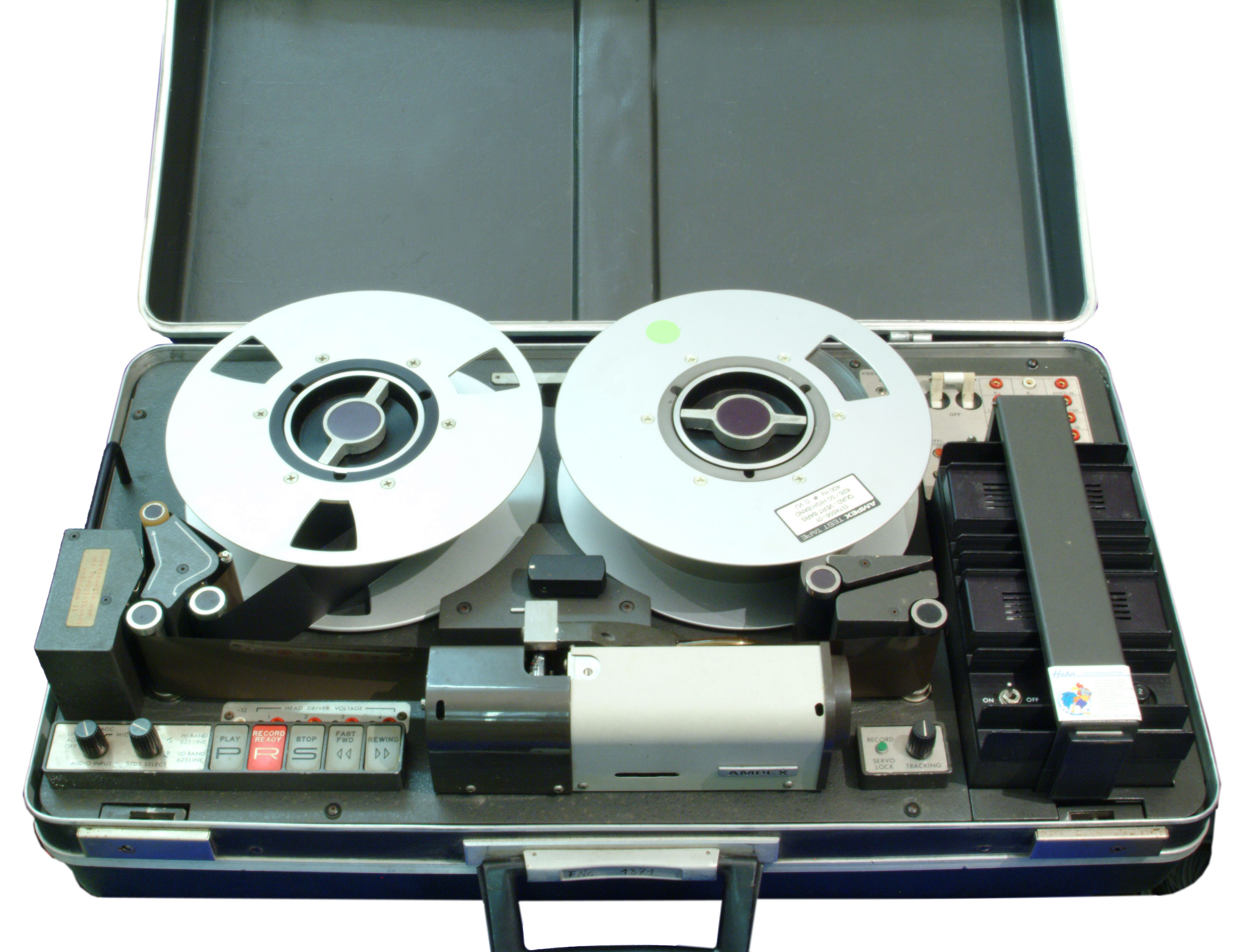
AMPEX 2 ZOLL

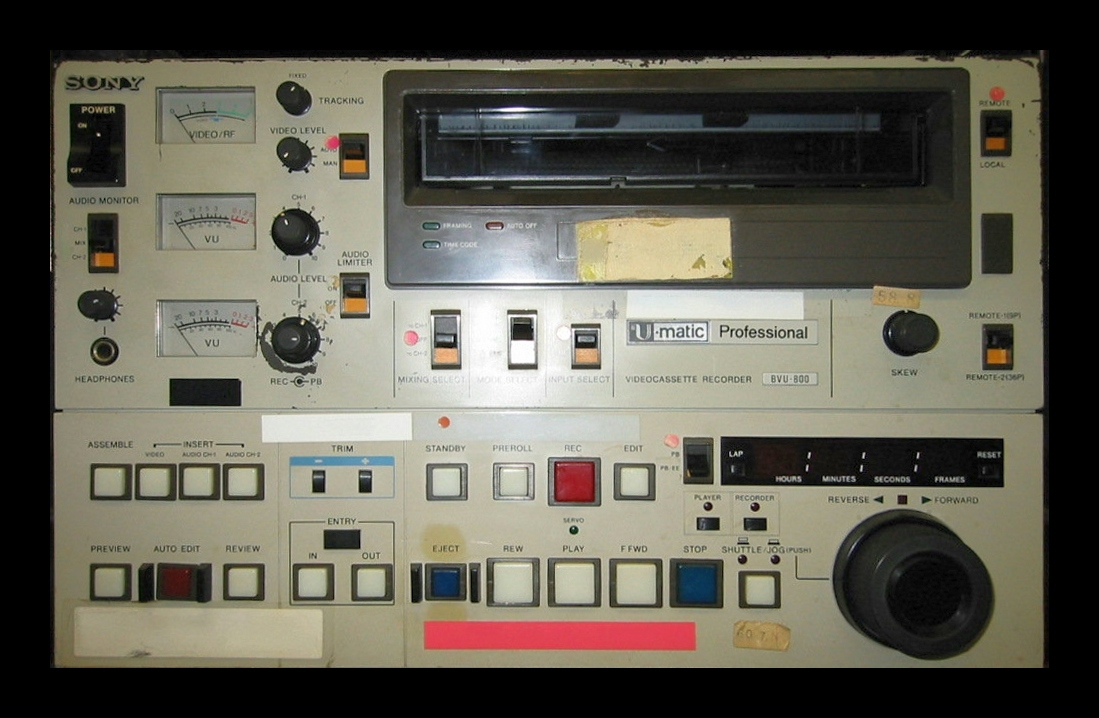
SONY U-matic 規格型號 BVU 800

## 現代
现在，电视正在进行着一场革命。

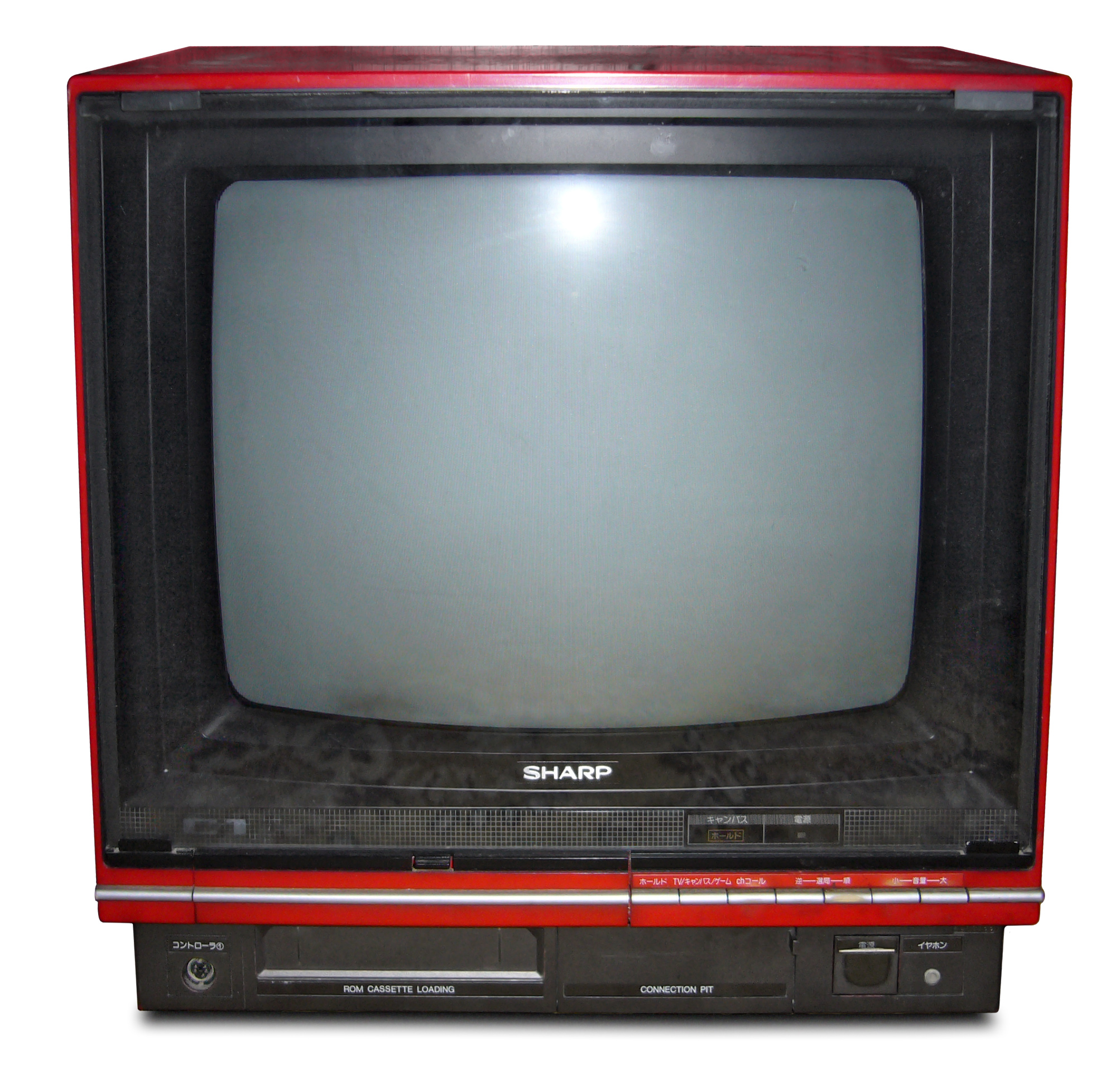
映像管电视机

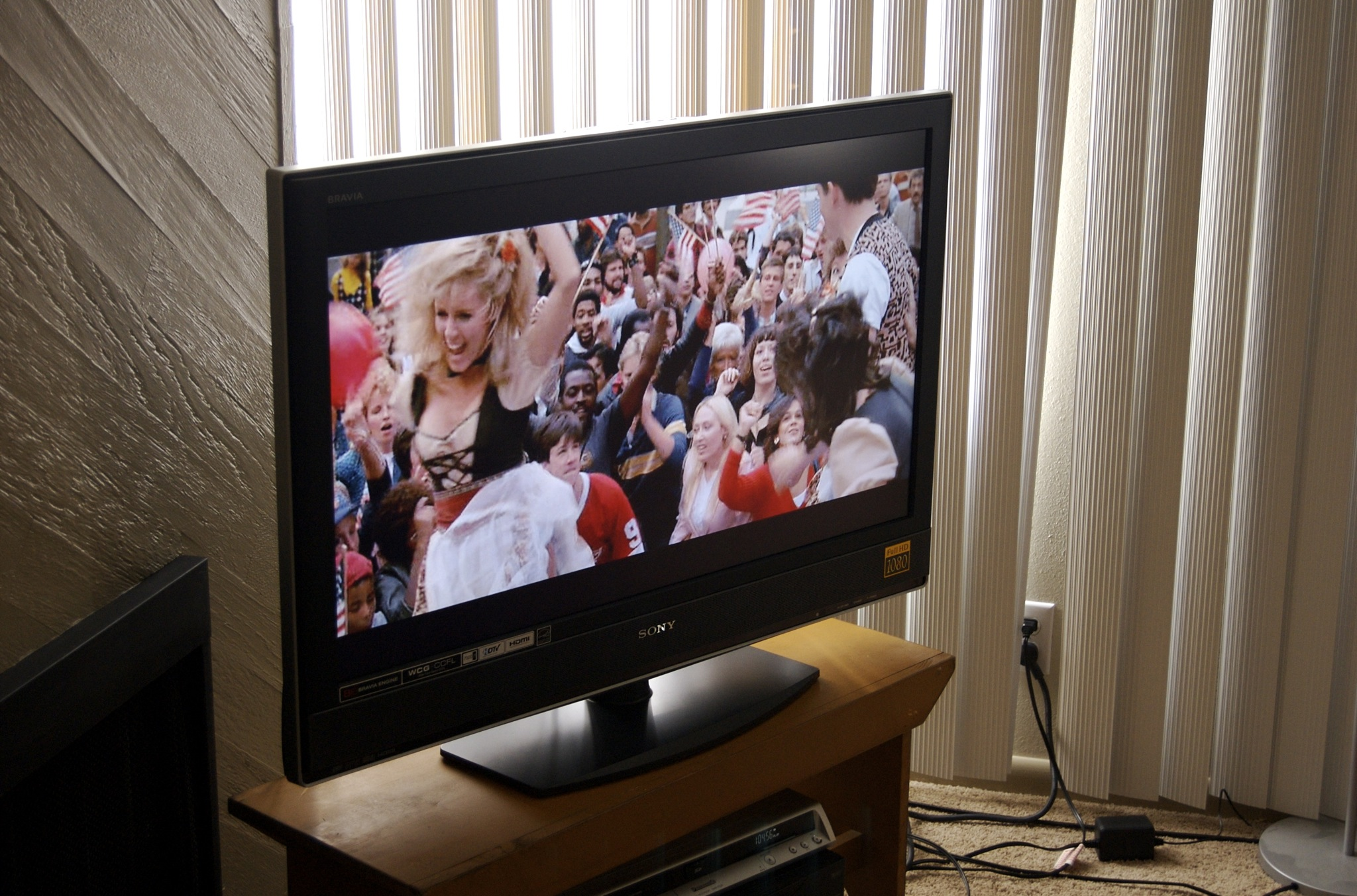
電漿電視

- 电视技术的现状：当前电视技术的一个最明显的特征就是数字化，首先是节目制作数字化，1990年代末期，英国广播公司率先在全球建立起了“哥伦布”系统。这个系统使得BBC的电视节目储存、编辑、播出全面实现數位化，即非磁带化，从而极大地提高了BBC的工作效率，节省了制作成本。另外，现在的电视机构正在逐渐淘汰传统的模拟摄影機和錄影帶，取而代之的是数字攝影機和各种新兴的记录载体，这个变革大大改善了影像品質。其次，传输技术也多元化起来，除了传统的无线電波微波传输外，现在还有有线电视、卫星电视等传输方式。这些新兴的传输方式有效地减轻了訊号在传输过程中必然会产生的衰减现象，保证了较好的接收品質。最后是接收技术的數位化变革，影音品質提高和人機互動是数字化广泛推广带来的两个最大的好处。
- 电视机的现状：在本世紀的电视机体积比起上世紀来小很多，儘管螢幕大小与体积成正比，而34英寸是这种技术所能够达到的最大极限，这显然与人们的需求背道而驰。于是，本世紀更多的显示器技术涌现出来，例如背投电视、液晶电视、等离子电视、LED电视等，伴随着电视制作和传输技术數位化，接收装置數位化也成为了必然，數位電視显示效果更好，功能也更多，甚至已经可以实现初步的人機互动。电视机的另一个趋势是智慧化趋势，即与其他电器的结合，特别是与电脑的结合，这将使得电视更加“聪明”具有更多的功能，从而突破电视的传统含义（参见“前景”）。
- 电视传媒，发展飞速，让人应接不暇，更加迷惑，电视传媒的两极化严重。诸如BBC、CNN等几家电视机构握有强大的话语权（参见“全球传播”），专业化程度加强，面对的受众面更加狭窄。
- 电视新闻中，直播这一廣播技術被频繁使用，其旨在更加真实地还原新闻事件本身，经典案例：CNN的海湾战争报道。

## 前景
- 電視節目製作的前進方向有兩個；一個是更加的真實化。即更加真實地還原事件本身。例如，CNN在新聞事件中大量的直播運用就是其中的一種體現。另一個是更加的戲劇化，例如，與CNN相對的福克斯娱乐集团 NEWS在其節目中就用大量戲劇化的語言來“渲染”美國對伊拉克的戰爭。當然，上述的這兩個方向只是兩種不同的節目製作方向，是歷來有之，只是近來特徵更為突出。而此外的現象還有，節目窄播化、頻道專業化等。
- 同时，在技术越来越先进的今天，电视作为一种工具正在更多地被国家所使用，现在国家实力已不仅仅限于经济、军事等这些传统“硬”实力的范畴，文化等软实力同样也要被考虑，因而电视被认为是提升一个国家软实力的很好工具，目前这种趋势正在愈演愈烈。
- 电视是一种技术，也是一种文化，其文化层面当面临着其他新兴媒体，如私人的錄影設備或互联网上的串流媒體和影碟等的挑战时，影响力必然会像以前的电影、戏剧一样有所下降。但是电视作为一种技术将会有很大的发展，电视这种技术在未来将更加广泛地与其他技术结合，从而充分地方便人们的生活，例如最近电视技术和移动通信技术的结合就使得手机电视的提供率先在挪威成为可能，而另一方面電視台同樣加入其他媒體的發行競爭。而英国广播公司在几年前将电视技术和網路结合在一起，将其核心网站BBCi （页面存档备份，存于）变成了一个巨大的影像资料库，使其在互动能力上走在了世界媒体的前列。

## 词源
1934年，孙明经在南京中央大学理学院作为杨简初的助手，研制出中国第一套可摄像、传输、接受并播放的电视原理样机。杨简初将“电视”确定为television在中文的对应名称。
1939年，孙明经正式把“电视”列为金陵大学“电影工程”课的第十三部，“电视”正式成为中国大学课程。

## 电视技术

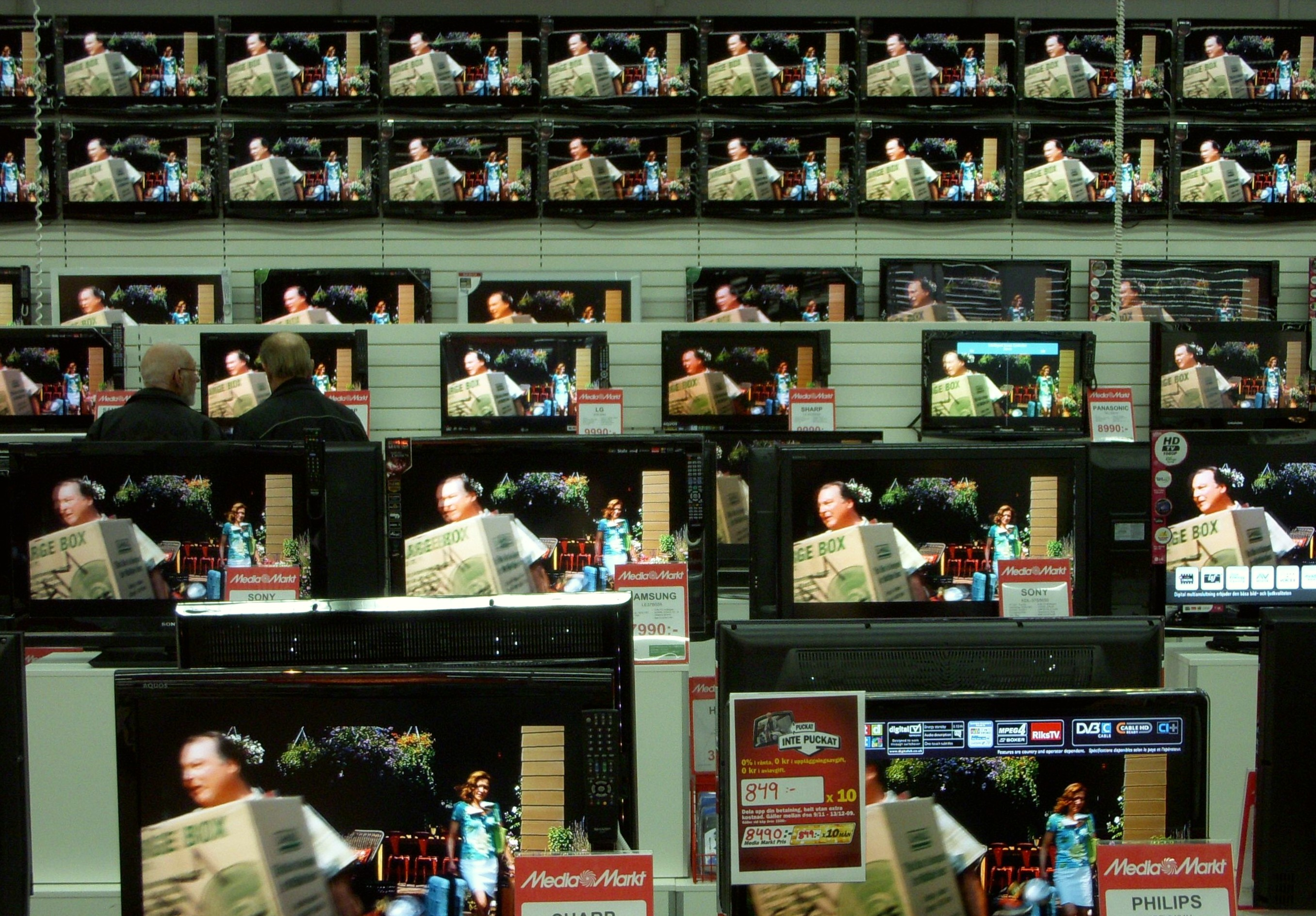
電漿電視賣場

### 節目制作
电视節目制作就是对声音、图像素材及有关文字资料进行形式和内容上的加工处理以最终形成电视节目的过程。

### 电视訊號傳輸种类
按訊號類型分類：
- 模擬電視
- 數碼電視
- 地面電視
- 有線電視
- 衛星電視
- 手機電視
- 網絡電視

### 電視機種类
按还原色彩分类：
- 黑白电视机
- 彩色电视机

按观看角度分类：
- 直视式电视机
- 投影式电视机

按成像原理分类：
- 阴极射线管顯示器（CRT）
- 液晶顯示器（LCD）
- 等離子顯示器（PDP）
- 數字光處理顯示器（DLP）
- 發光二極管顯示器（OLED）

按顯示畫面的寬高比例：
- 4:3
- 16:9
- 16:10
- 21:9

「注：还有一种不太科学的方式，分为大屏幕，小屏幕和微显方式。在微显中的器材包括头盔式显示器中的微型超高分辨率LCD，也包括巨大的DLP投影墙中的DLP显示芯片。」

## 电视节目

### 世界电视发展现状

電視引進各國的時間：
1939年之前
1940年至1949年
1950年至1959年
1960年至1969年
1970年至1979年
1980年至1989年
1990年至1999年
2000年之後
無電視
無資料

众所周知，电视技术的提高和电视节目的制作是需要很大投入的。因此，一个国家电视行业发达和电视制作水平高低一般来说是和这个国家经济水平成正比的。目前最早擁有電視的國家為美國，最後一個引進電視的國家則是位於非洲的波札那。

#### 亚洲及太平洋地区的电视现状

##### 远东地区及太平洋地区
- 中国大陆：中华人民共和国电视广播
- 香港：香港電視廣播
- 澳門：澳門電視廣播
- 臺灣：臺灣電視史
- 日本：日本電視廣播
- 南韓：

#### 美洲的电视现状

##### 墨西哥及加勒比地区
墨西哥商业电视台特萊維薩（TELEVISA）在中国取得较大的进展。除建立办公室、销售节目外，与湖南卫视进行FORMAT交易，共同制作了《丑女无敌》一剧，于2008年9月28日在湖南卫视首播，第一季收视高居中国电视榜首。

## 參看
- 电视台列表
- 遙控器
- 隨選視訊
- DirecTV